# Неспортско понашање
Неспортско понашање је кршење правила игре тј. некоректна игра, непристојно или недолично понашање током игре. У ово понашање спада и потцењивање противника, негодовање судијских одлука као и непоштовање и вређање судија или играча. За неспортско понашање се изричу санкције за време игре или после тј. накнадно.